# 東陽の里公園東陽グランド
東陽の里公園 東陽グランド（とうようのさとこうえん とうようグランド）とは、山形県西置賜郡白鷹町にあるサッカー場。愛称は山形県フットボールセンター。

## 概要
2012年8月完工。面積12,189m2。公益財団法人日本サッカー協会の都道府県フットボールセンター助成金と、独立行政法人日本スポーツ振興センターのスポーツ振興くじ助成金を受け整備された。完成する前は土のグラウンドであった。
観客席も整備されている。また、メインコートの他にフットサルスペースのコートも存在する。

## 周辺
- 国道287号